# 비선형 게임플레이
비선형 게임플레이(영어: Nonlinear gameplay)는 비디오 게임에서 플레이어에게 다양한 순서로 달성할 수 있는 목표를 주는 것을 가리킨다.

## 레벨 디자인
비디오 게임 상의 레벨 혹은 월드는 선형과 비선형의 형태를 띨 수 있다. 선형적인 게임에선 플레이어가 레벨을 진행할 수 있는 방법은 한 가지 밖에 없지만, 비선형적인 게임플레이가 도입된 게임에선 레벨을 돌파하는 법이 여러 가지가 있거나 다음 단계로 진행하기 위해 이전에 지나친 장소를 재방문해야 하는 추가목표가 주로 주어진다.

### 오픈 월드 및 샌드박스
레벨이 상대적으로 큰 경우 이를 오픈 월드 혹은 '샌드박스형 게임'이라고 칭하기도 한다.

## 같이 보기
- 대규모 다중 사용자 온라인 게임
- 오픈 월드
- 메트로이드배니아

## 참조
- 대규모 다중 사용자 온라인 게임
- 오픈 월드
- 메트로이드배니아